# كهف باميتينان
كهف باميتينان هو كهف من الحجر الجيري يقع في سفوح سلسلة جبال سييرا مادري بالقرب من سد واوا في ريزال بالفلبين. وهي تقع في برنجيه سان رافائيل، بلدية رودريغيز. كان الكهف يُعرف سابقًا باسم «كهف برناردو كاربيو». اسمه السابق مشتق من برناردو كاربيو، وهو شخصية في الأساطير الفلبينية.
في 12 أبريل 1895، أعلن اندريس بونيفاسيو مع ثمانية كاتيبونيرو آخرين استقلال الفلبين عن الإمبراطورية الإسبانية داخل هذا الكهف. لا تزال الجدران تحمل نقوش "Viva la Independencia Filipina" من زمن الثورة الفلبينية. في 21 يونيو 1996، تم إعلان كهف باميتينان كموقع تاريخي من قِبل اللجنة التاريخية الوطنية للفلبين.

## روابط خارجية
- اللجنة التاريخية الوطنية للموقع الرسمي للفلبين